# Pippi Långstrump – starkast i världen
Pippi Långstrump – starkast i världen (engelska: The New Adventures of Pippi Longstocking) är en amerikansk spelfilm som lanserades 1988, i regi och manus av Ken Annakin och som bygger på Astrid Lindgrens barnböcker om Pippi Långstrump.

## Handling
Berättelsen är i huvudsak densamma som i förlagan, med några mindre ändringar ifråga om rollfigurer och handling. Den största skillnaden är att handlingen har blivit förlagd till en småstad någonstans längs USA:s östkust.
Filmen börjar med Pippi Långstrump tillsammans med sin pappa ombord på Hoppetossa och den plötsliga storm som skiljer dem åt. Redan innan Pippi anländer till Villa Villekulla finns en markspekulant som under filmens gång försöker komma över tomten och riva rucklet. Tommy och Annikas föräldrar har en större roll, med pappan (Dennis Dugan) som kritisk och drivande för att Pippi ska skickas till barnhemmet och mamman som sympatiskt inställd till barnens lekkamrat och hennes oortodoxa livsstil. En annan nyhet gentemot böckerna och tidigare filmatiseringar är piloten Jake som byggt en autogiro och som inspirerar Pippi att bygga en som kommer till användning egen när Pippi rymmer tillsammans med Tommy och Annika från Villa Villekulla när myndigheterna kommer för att plocka in henne. Efter rymningen övertalar föreståndarinnan (Eileen Brennan) Pippi att frivilligt komma till barnhemmet, något som hon går med på som ett äventyr i sig. Det dröjer inte länge innan Pippi vantrivs där. Efter att hon en natt lämnat barnhemmet i smyg för att kasta en flaskpost till sin pappa, så står barnhemmet i brand när hon återkommer och ges tillfälle att utföra hjältedåd som ingen annan kan.

## Produktion
Astrid Lindgren var länge avvisande till tanken att låta Pippi göras av filmskapare utanför Sverige. Den amerikanske frilansproducenten Gary Mehlman lyckades dock med sitt uppsåt, och efter att Lindgren i Stockholm 1985 mötte hans två döttrar (vars upprepande tittande på de tidigare svensk-tyska filmerna av Olle Hellbom i engelsk dubbning inspirerande honom att försöka få rättigheterna) så gav hon projektet sin tillåtelse.
Huvudrollsinnehavaren, den då tolvåriga Tami Erin, valdes 1986 ut i en omfattande audition med över 8000 sökande i USA, Kanada och Storbritannien. Inspelningen var ursprungligen planerad att ske under sommaren 1986 men försenades ett år på grund av den ursprungliga försäljningsagenten för distributionsrättigheter, Producers Sales Organisation (PSO), gick i konkurs. Columbia Pictures gick i april 1987 in som distributör och finansiär garant, varpå inspelningen kunde återupptas. Svensk Filmindustri (SF) var medproducent till filmen men investerade inte medel i filmen i sig: deras medverkan var i kontrakt villkorad av Astrid Lindgren för att hennes Pippi skulle hållas under uppsikt och inte förvanskas av amerikanerna. 
Inspelningen ägde rum mellan maj och juli 1987 i och kring den lilla staden Fernandina Beach på Amelia Island, strax öster om Jacksonville i norra Florida.
I USA var mottagandet blandat och intäkterna begränsade. Filmen hade svensk biografpremiär den 9 september 1988 och fick i den svenska pressen genomgående negativa recensioner.

## Medverkande
| Roll                        | Skådespelare        | Svensk röst        |
| --------------------------- | ------------------- | ------------------ |
| Pippi Långstrump            | Tami Erin           | Sara Alström       |
| Tommy Settergren            | David Seaman Jr     | Staffan Jonsäter   |
| Annika Settergren           | Cory Crow           | Lena Olander       |
| Barnhemmets föreståndarinna | Eileen Brennan      | Ulla-Britt Norrman |
| Herr Settergren             | Dennis Dugan        | Jonas Bergström    |
| Fru Settergren              | Dianne Hull         | Anki Lidén         |
| Svarten, markspekulant      | George DiCenzo      | Owe Stefansson     |
| Kapten Efraim Långstrump    | John Schuck         | Arne Tyrén         |
| Klistergubben Konrad        | Dick Van Patten     | Anders Nyström     |
| Rancid                      | Chub Bailly         | Charlie Elvegård   |
| boven Rype                  | J.D. Dickinson      | Jörgen Düberg      |
| den elaka lärarinnan        | Carole Kean         | Doreen Denning     |
| den snälla lärarinnan       | Leila Hee Olsen     | Catharina Alinder  |
| Fridolf                     | Branscombe Richmond | Richard Sseruwagi  |
| brandchefen                 | Louis Seeger Crume  | Ulf Isenborg       |

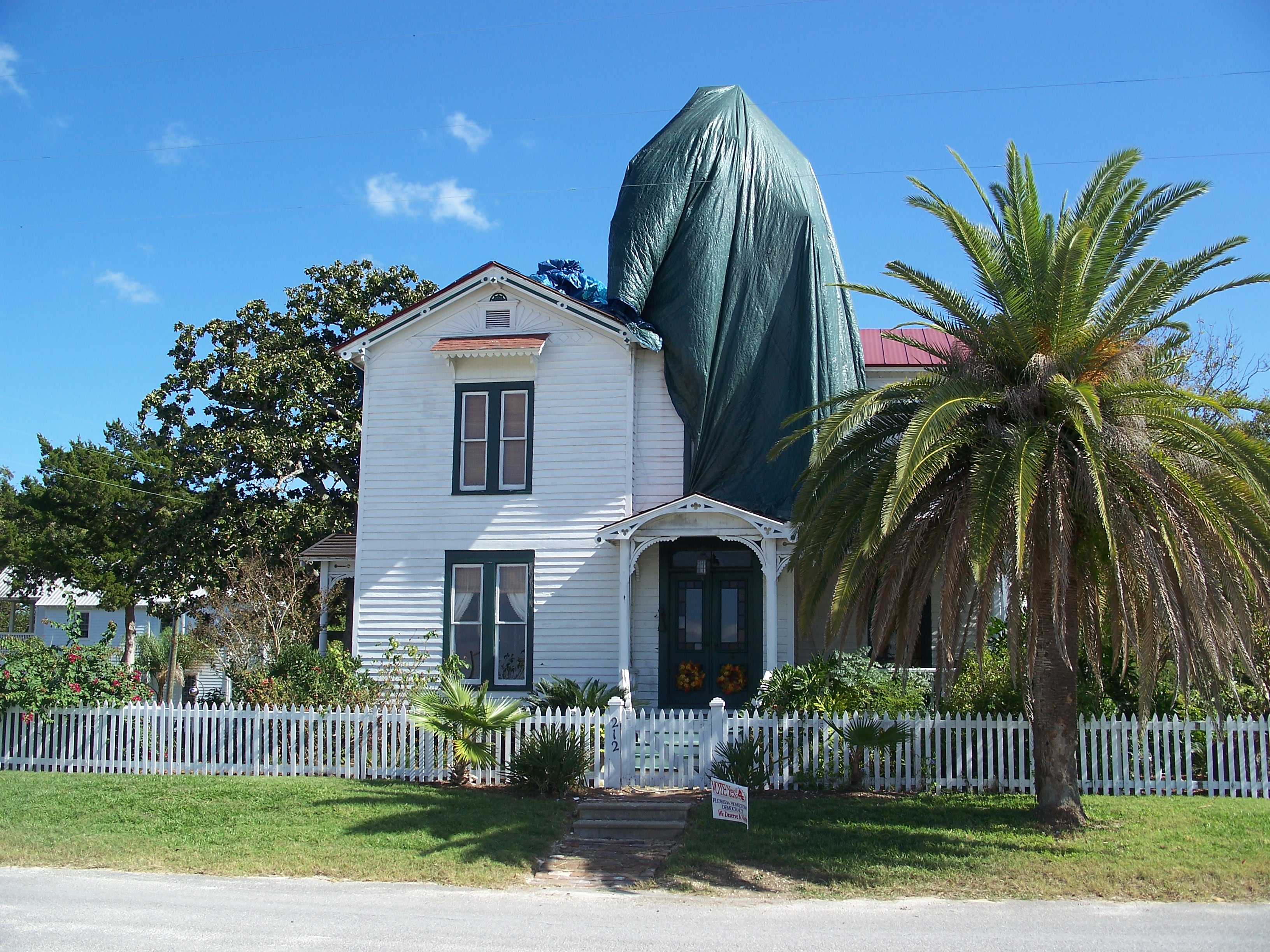
Huset som var filmens Villa Villekulla i Fernandina Beach, beläget vid Plaza San Carlos platsen för de ursprungliga spanska kolonisatörernas bosättning, som finns upptaget i National Register of Historic Places (bild från 2010).

- Svensk röstregi och översättning — Doreen Denning
- Producent för svensk dubbning — Tony Krantz